# Gare de Tétényliget
La Gare de Tétényliget (hongrois : Tétényliget megállóhely, prononcé [ˈteːteːɲligɛt ˈmɛgaːlːoːhɛj]) est une gare ferroviaire secondaire de Budapest.